# کلاوس ریخرت
کلاوس ریخرت (انگلیسی: Klaus Reichert؛ زادهٔ ۳ ژوئن ۱۹۴۷) شمشیرباز اهل آلمان بود.
وی در مسابقات کشوری و بین‌المللی در مجموع برندهٔ ۱ مدال طلا، ۱ مدال نقره شده‌است.